# Paul Franke (Unternehmer)
Paul Franke (* 30. November 1888 in Mühlhausen/Thüringen; † 18. März 1950 in Braunschweig) war einer der beiden Gründer des Kameraherstellers Rollei.

## Anfänge
Paul Franke stammte aus einer wohlhabenden Familie. Er begann nach dem Ende seiner Schulzeit im Jahre 1903 eine Lehre als Drogist in seiner Heimatstadt Mühlhausen und wechselte anschließend, im Jahre 1906, zum Fotohaus Carl Tucht in Düsseldorf, um dort als Photo-Verkäufer zu arbeiten – Fernrohre begeisterten ihn bereits in seiner Kindheit. 1909 begann er dann als unbezahlter Volontär bei der Kamerafabrik Voigtländer in Braunschweig, wo er ein Jahr später als Photokaufmann im In- und Ausland tätig war. Dabei legte er nicht nur den Grundstein für die Exportpolitik des späteren eigenen Unternehmens, er lernte auch seinen zukünftigen Geschäftspartner Reinhold Heidecke kennen. 1912 wechselte Franke zur Spezialfabrik für Zielfernrohre Géhard, deren kaufmännischer Leiter er bereits 1916, also im Alter von 28 Jahren wurde – da die Exporte dieser Firma wichtige Devisen einbrachten, brauchte er keinen Militärdienst zu leisten. Mit dem Kriegseintritt der USA im Jahre 1917 verlor Géhard jedoch ihren wichtigsten Exportmarkt, woraufhin Franke sogar arbeitslos wurde.

## Die eigene Photohandlung
Das plötzliche Ende bei Géhard führte zur Gründung der Photohandlung Franke & Co. am Kurfürstendamm in Berlin. Dort verkaufte Franke vor allem Mikroskope, Ferngläser und Teleskope. Seine Kunden waren Jäger, aber auch viele Offiziere. Diese benötigten vor allem Ferngläser, Marineangehörige mitunter auch Theodolite. Zudem wuchs die Nachfrage nach Fotoapparaten, da der Weltkrieg vielen Teilnehmern früher nie dagewesene Reisemöglichkeiten bot. Um sein Kamerasortiment zu erweitern, besuchte Franke im Herbst 1918 seinen alten Arbeitgeber, die Voigtländer-Werke in Braunschweig, und bat dort um Fotokameras, die man ihm auch lieferte. Bei dieser Gelegenheit traf er bereits auf seinen alten Mitarbeiter Heidecke und zeigte sich erstaunt, dass dieser zum Fertigungsleiter aufgestiegen war. Er ließ sich von den neusten Entwicklungen der Kameratechnik berichten, darunter von einem überragenden Objektiv, dem Carl Zeiss Tessar f/6,3 mit 100 mm Brennweite, und erzählte im Gegenzug von seinen Erfahrungen im Photohandel.

## Rollei
Reinhold Heidecke lud seinen alten Bekannten Franke anlässlich eines erneuten Besuchs in Braunschweig im Februar 1919 zu sich nach Hause ein, um von seinen Ideen zu einer neuartigen Rollfilmkamera zu berichten. Heidecke wollte seine Kamera in einer eigenen Firma produzieren, sah aber keine Möglichkeit, dieses Vorhaben aus eigener Kraft zu finanzieren. Deswegen hoffte er, Franke zu einem gemeinsamen Unternehmen überreden zu können. Zu seiner Überraschung war dies gar nicht einmal nötig, denn Franke fühlte sich in Berlin unwohl, wo ihm die politische Situation seit der Novemberrevolution Unbehagen bereitete. Deshalb sehnte er sich danach, wieder in Braunschweig zu wohnen, einer Stadt, die ihm ohnehin sympathischer war. Auch sah Franke gute Möglichkeiten, die Kamera in seinem eigenen Photogeschäft verkaufen zu können. Franke kam nach der Gewerbeanmeldung zunächst an den zwei umsatzschwächsten Tagen seines Geschäfts, am Montag und Dienstag, nach Braunschweig, um im Büro von Franke & Heidecke zu arbeiten. Sehr bald kehrte sich die Situation aber um: der unerwartete Erfolg führte dazu, dass er schon nach einem Jahr vorwiegend in Braunschweig wohnte und nur noch an den beiden umsatzstärksten Tagen, nämlich am Freitag und Samstag, zu seinem Laden nach Berlin reiste.

## Als Geschäftsmann
Paul Franke war ein ausgezeichneter Geschäftsmann, wodurch er als Geschäftsführer und Exportleiter in gleichem Maße zum Welterfolg der Fa. Rollei beitrug wie sein Partner Reinhold Heidecke. Franke war ein Showman, der eine Präsentation perfekt durchführen konnte. Reiste er zu einem Kunden, so bedachte er natürlich die Sekretärinnen mit einer Schachtel Pralinen. Und selbstverständlich kannte er alle Verkaufstricks, etwa die Vorführkameras mit einer hohen Seriennummer versehen zu lassen, um eine immense Nachfrage vorzugaukeln. Als Geschäftsführer konnte er mit den Finanzen derart gut jonglieren, dass er ein Unternehmen problemlos durch eine bedrohliche Situationen führen konnte. Und er hatte ein ausgezeichnetes Gespür für die Kundennachfrage, womit er teure Fehlinvestitionen vermeiden konnte. All diese Fähigkeiten fehlten Paul Frankes Sohn Horst (* 22. Dezember 1913; † 5. Dezember 1991) vollkommen, sodass Franke & Heidecke später unter dessen Leitung in große Schwierigkeiten geriet.

## Privatleben
Paul Franke arbeitete sehr gern in seinem Garten, so sah man ihn häufig den Rasen mähen. In der Vorkriegszeit ritt er überdies regelmäßig aus. Franke starb bereits mit 61 Jahren nach kurzer schwerer Krankheit.